# Clathrodrillia paria
Fenimorea paria é uma espécie de gastrópode do gênero Fenimorea, pertencente à família Drilliidae.